# Theroscopus
Theroscopus is een geslacht van insecten uit de orde vliesvleugeligen (Hymenoptera) en de familie Ichneumonidae.

## Soorten
- T. aegyptiacus Horstmann, 1993
- T. akanensis (Uchida, 1930)
- T. alpator Aubert, 1989
- T. arcticus Jussila, 1996
- T. autumnalis (Provancher, 1882)
- T. bonelli (Gravenhorst, 1815)
- T. boreaphilus (Hellen, 1967)
- T. coriaceus Horstmann, 1993
- T. corsicator (Aubert, 1960)
- T. daisetsuzanus (Uchida, 1930)
- T. esenbeckii (Gravenhorst, 1815)
- T. fasciatulus Horstmann, 1979
- T. fukuiyamensis (Uchida, 1936)
- T. hemipteron (Riche, 1791)
- T. horsfieldi Schwarz & Shaw, 2011
- T. hungaricus Horstmann, 1993
- T. inflator Aubert, 1982
- T. lamelliger (Smits van Burgst, 1913)
- T. mariae Schwarz & Shaw, 2011
- T. maruyamanus (Uchida, 1930)
- T. megacentrus (Schiodte, 1839)
- T. melanopygus (Gravenhorst, 1829)
- T. melanurator Aubert, 1995
- T. naninae Schwarz & Shaw, 2011
- T. nigriceps (Ashmead, 1890)
- T. ochrogaster (Thomson, 1888)
- T. opacinotum (Hellen, 1967)
- T. ornaticornis (Schmiedeknecht, 1897)
- T. pedestris (Fabricius, 1775)
- T. pedicellatus Horstmann, 1998
- T. pennulae (Uchida, 1932)
- T. pullator (Gravenhorst, 1829)
- T. rotundator Aubert, 1989
- T. rufulus (Gmelin, 1790)
- T. scapiphorus (Provancher, 1874)
- T. shanaensis (Uchida, 1936)
- T. striatellus Horstmann, 1997
- T. striatus (Momoi, 1970)
- T. trifasciatus Forster, 1850
- T. trochanteratus (Thomson, 1884)
- T. ungularis (Thomson, 1884)